# Székely himnusz
Székely Himnusz è l'inno (non ufficiale) della Terra dei Siculi (Székely Land), regione in Romania di prevalenza ungherese, nella quale, si parla appunto la lingua ungherese. Il testo dell'inno è stato scritto da György Csanády nel 1921, mentre la musica è stata composta da Kálmán Mihalik. È stato adottato il 5 Settembre 2009 dal Consiglio Nazionale della Székely Land.

## Testo in ungherese
Ki tudja merre, merre visz a végzet 
Göröngyös úton, sötét éjjelen.
Vezesd még egyszer győzelemre néped, 
Csaba királyfi csillagösvényen.
Maroknyi székely porlik, mint a szikla 
Népek harcának zajló tengeren.
Fejünk az ár, jaj, százszor elborítja,
Ne hagyd elveszni Erdélyt, Istenünk!
Maroknyi székely porlik, mint a szikla 
Népek harcának zajló tengeren.
Fejünk az ár, jaj, százszor elborítja,
Ne hagyd elveszni Erdélyt, Istenünk!
Ameddig élünk Magyar ajkú népek 
Megtörni lelkünk nem lehet soha.
Szülessünk bárhol, világ bármely pontján, 
Legyen a sorsunk jó vagy mostoha.
Maroknyi székely porlik, mint a szikla
Népek harcának zajló tengeren. 
Fejünk az ár, jaj, százszor elborítja,
Ne hagyd elveszni Erdélyt, Istenünk!
Maroknyi székely porlik, 
mint a szikla Népek harcának zajló tengere.
Fejünk az ár, jaj, százszor elborítja, 
Ne hagyd elveszni Erdélyt, Istenünk!